# Honest Candidate
Pour plus de détails, voir Fiche technique et Distribution.
Honest Candidate (hangeul : 정직한 후보 ; RR : Jeongjikhan Hubo) est une comédie sud-coréenne co-écrite et réalisée par Jang Yu-jeong et sortie en 2020 en Corée du Sud. Reprise du film brésilien O Candidato Honesto (2014) de Roberto Santucci (en), elle raconte l'histoire d'une politicienne qui devient incapable de mentir du jour au lendemain.
Elle totalise 1,5 million d'entrées au box-office sud-coréen de 2020.

## Synopsis
Une députée (Ra Mi-ran) qui se présente à un quatrième mandat devient soudainement incapable de mentir quelques jours avant les élections. Le problème est que toute sa carrière politique est basée sur des mensonges.

## Fiche technique
- Titre original : 정직한 후보
- Titre international : Honest Candidate
- Réalisation : Jang Yu-jeong
- Scénario : Jang Yu-jeong et Heo Seong-hye
- Photographie : Park Yong-soo
- Montage : Jeong Ji-eun
- Musique : Lee Jae-jin
- Production : Song Jeong-min
- Société de production : Hong Film et Soo Film
- Société de distribution : Next Entertainment World
- Pays d’origine :  Corée du Sud
- Langue originale : coréen
- Format : couleur
- Genre : Comédie
- Durée : 104 minutes
- Date de sortie :
  -  Corée du Sud : 12 février 2020
  -  Taïwan : 10 avril 2020

## Distribution
- Ra Mi-ran : Joo Sang-sook
- Kim Mu-yeol (en) : Park Hee-cheol
- Na Moon-hee (en) : Kim Ok-hee
- Yoon Kyung-ho : Bong Man-sik
- Jang Dong-joo : Bong Eun-ho
- Song Young-chang : Lee Woon-hak
- Son Jong-hak : Kim Sang-pyo
- Cho Soo-hyang : Shin Ji-seon
- Ahn Se-ho : Lee Jeong-min
- Kim Na-yoon : Yoon Mi-kyeong
- Ko Kyu-pil : le journaliste Hwang
- Kim Yong-rim (en) : la belle-mère
- Jo Han-chul : Nam Yong-sung
- On Joo-wan : Kim Joon-young
- Yoon Se-ah : Cha Yoon-kyung
- Oh Man-seok (en) : Jang Deok-joon

## Production

### Développement
La réalisatrice Jang Yu-jeong découvre le film brésilien O Candidato Honesto alors qu'elle enregistre un commentaire pour The Bros (2017). Elle a dit qu'« elle aurait pu le faire afin d'alimenter la colère publique en faisant la lumière sur les réalités de la politique et de la presse nationales, mais a pensé qu'il serait plus intéressant d'en faire une satire. [Elle] a accroché immédiatement et a pris la décision [de faire le film] en à peu près 10 minutes ».

### Distribution
Bien que le personnage original soit un homme dans O Candidato Honesto de Roberto Santucci (en), la réalisatrice et scénariste Jang Yu-jeong choisit l'actrice Ra Mi-ran pour le rôle principal car en « développant le personnage, [elle] s'est rendu compte qu'aucune autre personne ne pouvait assumer ce rôle à part Ra. C'est ainsi que le genre a changé ».

### Tournage
Le tournage dure du 15 juin  au 7 septembre 2019.

## Sortie
Le distributeur Next Entertainment World envisage d'abord de reporter la sortie du film en raison de la pandémie de Covid-19 en Corée du Sud mais décide finalement de ne pas le faire, et le film sort le 12 février 2020 comme initialement prévu.

## Accueil
Sorti un mercredi, le film domine le premier weed-end de son exploitation avec 44% du total des entrées,.